# Paul McGinley
Paul McGinley (* 16. Dezember 1966 in Dublin) ist ein irischer Profigolfer, der seit vielen Jahren die PGA European Tour bespielt. In die Geschichte des Golfsports ging er 2002 ein, als er den Sieg bringenden Putt für das Team Europa im Ryder Cup einlochte.
McGinley schlug 1991 die Profilaufbahn ein und hat bislang vier Turniersiege auf der European Tour, darunter das bedeutende jährliche Abschlussturnier, die Volvo Masters 2005, und im selben Jahr einen dritten Platz in der Geldrangliste zu Buche stehen.
Er lebt derzeit in Sunningdale, England.

## European Tour Siege
- 1996: Hohe Brücke Austrian Open
- 1997: Oki Pro-Am
- 2001: The Celtic Manor Resort Wales Open
- 2005: Volvo Masters

## Andere Turniersiege
Amateur
- 1988 Irish Youths Championship, Scottish Youths Championship
- 1989 Irish Amateur Championship

Professional
- 1997 Irish PGA Championship
- 2000 Irish PGA Championship
- 2002 Smurfit Irish PGA Championship
- 2003 Smurfit Irish PGA Championship

## Teilnahmen bei Teamwettbewerben
Amateur
- Walker Cup (für Großbritannien & Irland): 1991

Professional
- Ryder Cup (für Europa): 2002 (Sieger), 2004 (Sieger), 2006 (Sieger), 2012 (non playing Vice Captain) (Sieger), 2014 Captain (non playing) (Sieger)
- Alfred Dunhill Cup (für Irland): 1993, 1994, 1996, 1997, 1998, 1999, 2000
- World Cup (für Irland): 1993, 1994, 1997 (Sieger), 1998, 1999, 2000, 2001, 2002, 2003, 2004, 2005, 2008
- Seve Trophy: (für Großbritannien & Irland) 2002 (Sieger), 2005 (Sieger), 2011 (Sieger & Kapitän)
- Royal Trophy: (für Europa) 2006 (Sieger), 2007 (Sieger), 2009